# Emparejamiento (videojuegos)
En los videojuegos multijugador, el emparejamiento es el proceso que se lleva para conectar jugadores con la misma habilidad competitiva en partidas de juegos en línea, esto para generar un campo más competitivo en juego.

## Listas de espera
Las listas de espera son listas administradas automáticamente de sesiones de juego en línea a las que los jugadores pueden unirse y salir cuando desean. Se utiliza un conjunto de reglas predefinidas para determinar la configuración de cada sesión sin necesidad de intervención humana.
Cuando un jugador selecciona una lista de espera se une a un grupo con otras personas que han tomado la misma decisión. El servidor de listas de espera los conecta a una sesión existente o crea una nueva.

## Grupos
Los grupos se componen de jugadores que se valoran como una única entidad por los sistemas de emparejamiento. Un grupo puede saltar de una sesión a otra sin que sus jugadores se separen entre sí. El concepto se adapta a las listas de espera, que pueden administrarse automáticamente para encontrar o crear sesiones de juego con suficiente espacio para un grupo.

## Salas de espera
Las salas de espera son pantallas de menú donde los jugadores pueden inspeccionar la siguiente sesión de juego, examinar los resultados de la última, cambiar sus ajustes y hablar entre ellos.
Las salas creados automáticamente por las listas de espera suelen tener un temporizador con una cuenta atrás antes de que comience la sesión, mientras que aquellas creadas por un jugador generalmente funcionan a discreción de dicho jugador.

## Clasificación
La mayoría de sistemas de emparejamiento cuentan con un sistema de clasificación que intenta emparejar a jugadores de aproximadamente la misma habilidad.
Los juegos con clasificación generalmente ofrecerán sesiones sin clasificar para los jugadores que no quieren que se registre y analice su desempeño. Estos se mantienen separados para que los jugadores clasificados y no clasificados no se mezclen. Muchos videojuegos como CS:GO, Rocket League y Brawhalla se basan en el sistema de puntuación Elo en sus partidas de emparejamiento clasificatorio.

## Buscador de servidor
Algunos juegos (particularmente aquellos con servidores dedicados) presentan una lista de sesiones activas a los jugadores, que les permiten seleccionar una manualmente.
La mayoría de estos buscadores de servidores permiten a los jugadores filtrar los resultados. Entre los criterios de filtro más comunes se incluyen el nombre del servidor, el número de jugadores, el modo de juego y la latencia.

## Listas de contactos
Una de las formas más básicas y comunes de emparejamiento es proporcionar a los jugadores una lista de otros jugadores con los que se han encontrado anteriormente y con los que podrían querer volver a jugar. Se muestra el estado de cada jugador (en línea, desconectado o jugando), se ofrece la opción de unirse a su partida y, por lo general, se le pueden enviar mensajes de chat.
En muchos casos, las listas de contactos son administradas por la plataforma en la que se ejecuta un juego (ya sea Xbox Live, PlayStation Network, Steam, etc.) para ahorrar a los jugadores la sobrecarga de administrar muchas listas separadas para distintos juegos.

## Chat
En algunas partidas multijugador en línea, hay un sistema de chat en la sala de emparejamiento donde las personas pueden comunicarse entre sí con el resto del mundo. El chat ayuda a los amigos a mantenerse conectados entre sí, a hablar de estrategias y entablar amistad con los demás para que la partida sea más divertida.